# 伊加尔·阿隆
伊加尔·阿隆（希伯來語：יגאל אלון，1918年10月10日—1980年2月29日），以色列军事领导人和政治家，帕拉玛赫指挥官和以色列国防军将军，曾领导劳工团结党和以色列工党。在1969年列维·艾希科尔去世和果尔达·梅厄被任命期间，短暂担任以色列代理总理，他是第一位担任该职位的土生以色列人。他在第三届议会至第九届议会期间担任政府部长。